# اوزوم‌چو
اوزوم‌چو (به لاتین: Üzümçü) یک منطقه مسکونی در جمهوری آذربایجان است که در شهرستان قبوستان واقع شده است.